# Беровско језеро (слив Нишаве)
Беровско језеро или Беровачко једна је од водених површина у сливу реке Нишаве.

## Положај и пространство
Беровско језеро се налази се у Беровском пољу, које је изграђено у издуженом удубљењу на североисточној подгорини Влашке планине. Удубљење има правац пружања северозапад — југоисток.

## Географске одлике
Беровско језеро је изграђено у конгломератима и пешчарима кредне старости, а углављено је између спрудних кречњака кредне старости на североистоку и спрудних кречњака главног гребена Влашке планине јурске старости на југозападу.
Беровско језеро се налази на 690 m. н.в, дугачко је око 320 m, максимално 500 m, широко 120 m. Дубоко је око 3 m, максимално 5 m (Петровић Ј. и остали, 2000), а образује се почетком пролећа и у касну јесен.
Водом га храни неколико из неколико мањих периодичних притока, кратких токова чији извори припадају пукотинском типу.
Вода из језера отиче и губи се у јами Пештерици. Према казивању мештана села Беровица језеро се током целе године ипак задржава у најнижем делу поља.